# قورباغه شب جنوبی
قورباغه شب جنوبی (نام علمی: Nyctibates corrugatus) نام یک گونه از تیره قورباغه‌های جیرجیری است.